# Vzdušnice

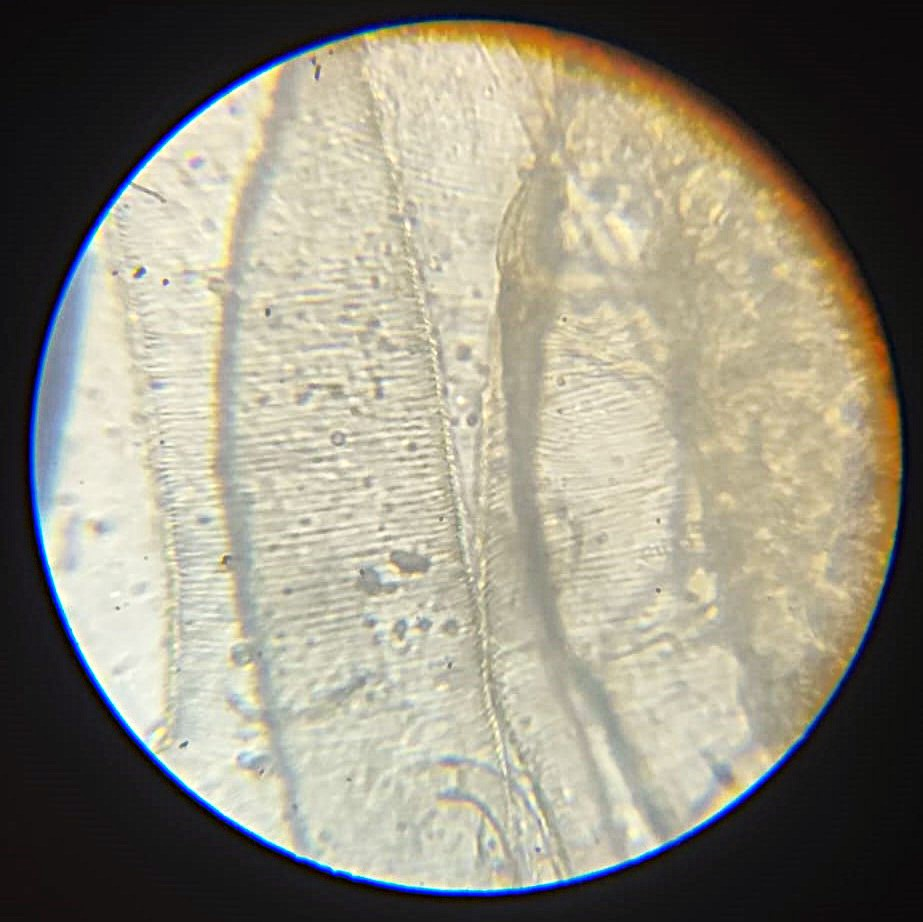
Vzdušnice – Obal tvořen chitinovými oblouky (foto: Jakub Bláha)

Vzdušnice (tracheje) jsou bohatě větvené trubice, které slouží jako dýchací orgány některých členovců (např. hmyz, stonožky, mnohonožky) a drápkovců. Přivádí z otvorů na povrchu těla čerstvý vzduch směrem ke tkáním, a to na rozdíl od krevního řečiště obratlovců, z velké části bez přítomnosti jakýchkoliv tekutin.

## Stavba

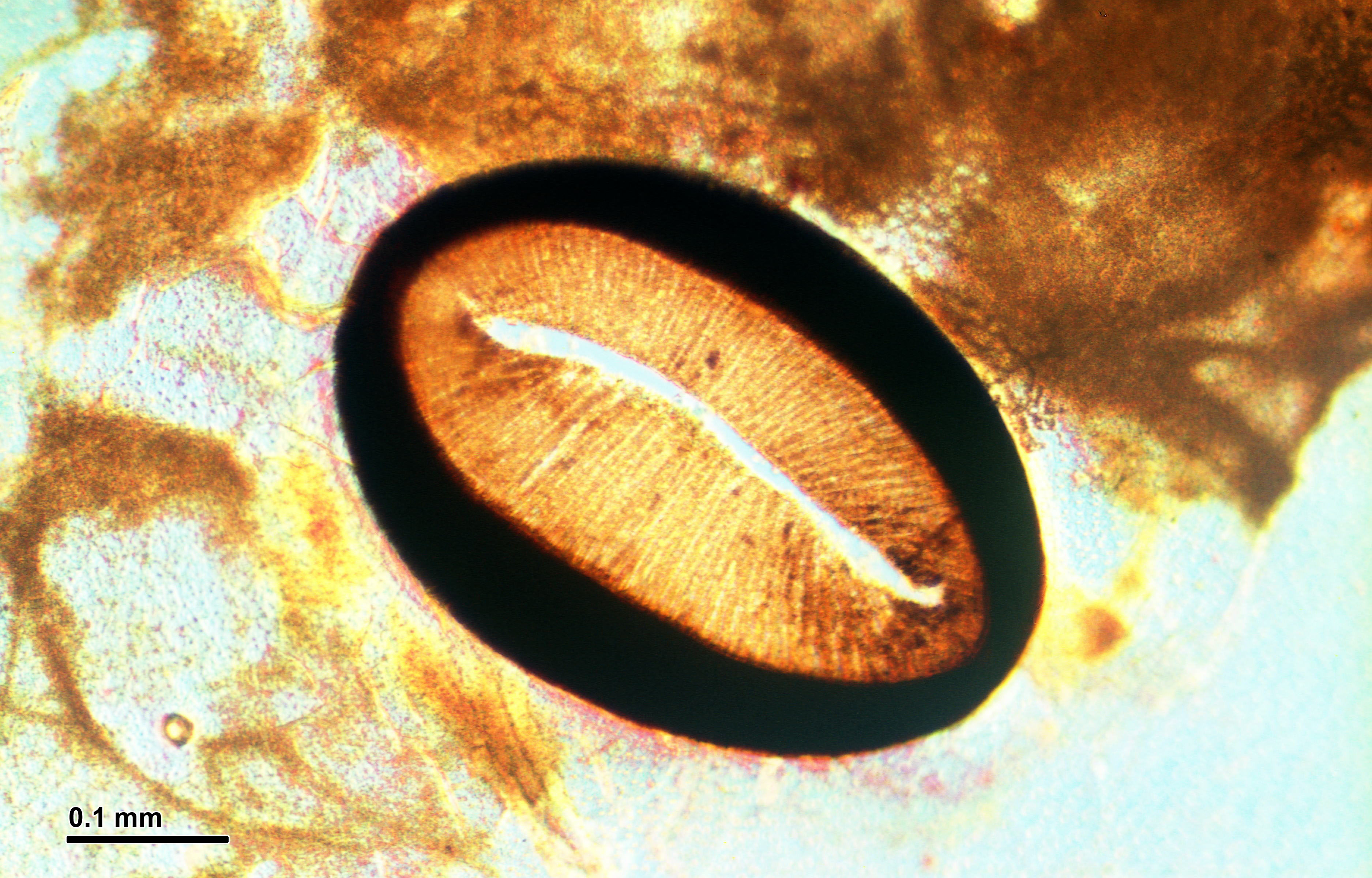
Stigma, otvor do vzdušnice pavouka

Vzdušnice vznikají z ektodermu (srovnej např. s plícemi obratlovců, které vznikají z endodermu). Na povrch ústí otvorem – stigmatem – který bývá velmi často pokryt chloupky, jež mají ochranný význam. Jím vyúsťuje na povrch tracheální trubice vyztužená kutikulou tvořenou chitinem (a tedy svlékaná spolu s vnější kutikulou na povrchu těla) a navíc spirálovitými žebry – taenidiemi. Tato tracheální trubice se větví a rozdrobuje a na konci z ní ústí tzv. tracheoly, které však jsou již velmi tenké a navíc obsahují tekutinu, přes niž difundují plyny do tkání a zpátky.

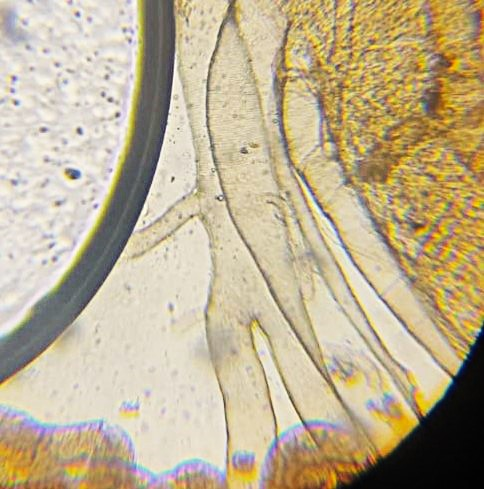
Vzdušnice – (foto: Jakub Bláha)

## Nepravé vzdušnice
Jako nepravé vzdušnice (pseudotracheje) se označují velmi podobné struktury, které je možné najít u suchozemských korýšů. Jedná se rovněž o tenké trubičky, ty však dýchací plyny netransportují až do tkání, ale odevzdávají je do cévní soustavy, která tyto plyny následně transportuje na místo určení.